# Ræstdsinad
Ræstdsinad (ossetisch Рӕстдзинад) ist eine ossetischsprachige Tageszeitung. Sie wurde erstmals 1923 herausgegeben und erscheint fünfmal die Woche, montags bis freitags. Die Redaktion befindet sich in Wladikawkas, der Hauptstadt von Nordossetien-Alanien. Die aktuelle Auflage beträgt etwa 8.700 Exemplare, in den 1970er-Jahren lag sie bei zirka 17.500.
Die Erstausgabe der Ræstdsinad erschien am 14. März 1923, einige Zeit nach Gründung der Sowjetunion. Damaliger Chefredakteur war Zomach Gadijew. Die Zeitung ist heute neben der in Südossetien erscheinenden Hursærin eine der wichtigsten ossetischsprachigen Publikationen. 2013 feierte Ræstdsinad ihr 90-jähriges Bestehen.